# Gia Carangi
Gia Marie Carangi (ur. 29 stycznia 1960 w Filadelfii, zm. 18 listopada 1986 tamże) – amerykańska modelka, która zyskała popularność w latach 70. i na początku lat 80. XX wieku. Przez wielu została okrzyknięta pierwszą supermodelką swojej ery.
Postać Carangi zdobiła okładki takich czasopism modowych jak „Vogue” i „Cosmopolitan”. Jej sylwetka pojawiała się też w kampaniach reklamowych dla takich domów mody, jak m.in. Armani, Christian Dior, Versace i Yves Saint Laurent.
Po uzależnieniu od heroiny na początku lat 80., kariera Carangi gwałtownie dobiegła końca. W wyniku komplikacji związanych z chorobą AIDS zmarła w wieku 26 lat, stając się jednocześnie jedną z pierwszych sławnych kobiet, których przyczyną śmierci był wirus HIV.

## Młodość
Carangi urodziła się w Filadelfii, jako trzecie i najmłodsze dziecko Josepha, właściciela restauracji, i Kathleen (z domu Adams), gospodyni domowej. Miała dwóch starszych braci. Ojciec był z pochodzenia Włochem, natomiast matka miała korzenie irlandzkie i walijskie. Małżeństwo Josepha i Kathleen było toksyczne i pełne przemocy, co doprowadziło do ich rozstania, gdy Gia miała 11 lat. Znajomi Carangi zwykli później zrzucać winę o jej niestabilność emocjonalną i uzależnienie od narkotyków w dorosłym życiu na trudne dzieciństwo. W młodości była nazywana przez rodzinę „kapryśną manipulantką”, ale jednocześnie opisywano ją jako cichą, nieśmiałą „córeczkę mamusi”, która nie otrzymała od niej tyle uwagi, ile potrzebowała.
W okresie dojrzewania Carangi otrzymała potrzebną jej uwagę od innych nastolatek, którym podsuwała kwiaty, by zostać zauważoną. Uczęszczając do Abraham Lincoln High School, dziewczyna zaprzyjaźniła się z grupą obsesyjnych fanów Davida Bowiego, naśladujących jego ekstrawagancki styl glam. Carangi zainteresowała się muzykiem ze względu na jego androgynię, otwarte przyznawanie się do biseksualizmu i modę, jaką promował. Jeden z jej ówczesnych przyjaciół później wypowiadał się o jej postawie chłopczycy, którą w tamtym czasie prezentowała. Porównywał też jej szczerość o swojej orientacji seksualnej jako podobną do Cay, bohaterki amerykańskiego filmu Desert Hearts (1985). Carangi i jej koledzy często pojawiali się w gejowskich klubach w Filadelfii. Pomimo uważania się jako członkini społeczności lesbijskiej, nie chciała akceptować stylu życia przyjętego przez tę grupę.

## Kariera
Po umieszczeniu jej debiutanckich zdjęć w reklamach filadelfijskich gazet, Carangi przeprowadziła się do Nowego Jorku w wieku 17 lat, gdzie podpisała kontrakt z Wilhelmina Models. Jej pierwsza słynna sesja zdjęciowa z października 1978 została wykonana przez Chrisa von Wangenheima. Carangi pozowała tam nago, stojąc za odgradzającą ją od obiektywu metalową siatką. W trakcie robienia zdjęć, fotografowi asystowała wizażystka Sandy Linter, z którą wdała się wówczas w romans, który nigdy nie był stabilny emocjonalnie. Pod koniec 1978 Carangi była już dobrze znaną modelką. Magazyn „Vogue” zachwycał się nad jej błyskawicznym wzrostem popularności. Później powiedziała: „Zaczęłam pracować z bardzo dobrymi ludźmi, przez cały czas, bardzo szybko. Nie starałam się, by być modelką, po prostu w pewien sposób się nią stałam”.
Carangi była ulubioną modelką wielu fotografów mody, włączając w to Chrisa von Wangenheima, Francesco Scavullo, Arthura Elgorta, Richarda Avedona, Denisa Piela i Marco Glaviano. Mając wiele znajomości w świecie mody, miała ona szeroki wybór fotografów, ale najbardziej upodobała sobie tylko kilku, w tym Scavullo. Modelka pojawiała się odtąd na wielu okładkach czasopism prezentujących nowe trendy. Najsłynniejszymi z nich były kwietniowe wydanie brytyjskiego „Vogue’a” z 1979, kwietniowe i sierpniowe wydania francuskiego „Vogue’a” z kolejno 1979 i 1980, lutowe wydanie włoskiego „Vogue’a” z 1981, a także wiele międzynarodowych edycji „Cosmopolitana” pomiędzy 1979 a 1982. Podczas tego okresu Carangi występowała w licznych reklamach domów mody, m.in.: Armani, André Laug, Christian Dior, Versace i Yves Saint Laurent. U szczytu swojej kariery modelka była znana tylko jako Gia. W tamtym czasie wystąpiła również w teledysku grupy Blondie do piosenki „Atomic”.

## Upadek kariery i uzależnienie

### Początki nałogu
Carangi często odwiedzała takie nowojorskie kluby, jak Studio 54 i Mudd Club, gdzie zazwyczaj odurzała się kokainą. Po śmierci jej mentorki i agentki, Wilhelminy Cooper, na raka płuc w marcu 1980, Carangi doznała załamania psychicznego, pod wpływem którego sięgnęła po heroinę . Uzależnienie nie pozostało bez wpływu na jej pracę; modelka miała ciągłe zmiany nastroju, była agresywna, wychodziła w połowie sesji zdjęciowych po narkotyki i zasypiała przed obiektywem aparatu. Francesco Scavullo mówił, że podczas jednej z sesji na Karaibach „cały czas płakała, nie mogła znaleźć swoich narkotyków. Musiałem położyć ją na łóżku, dopóki nie zasnęła”. Podczas jednej ze swoich ostatnich sesji dla amerykańskiego „Vogue’a”, nie była w stanie ukryć swoich blizn na zgięciach łokci, czyli w miejscach iniekcji heroiny. Pomimo starań wyretuszowania zdjęć, opublikowanych w listopadzie 1980, rany nadal były na nich widoczne .
W listopadzie 1980 Carangi opuściła swoją dotychczasową agencję i podpisała kolejny kontrakt z Ford Models, ale już po kilku tygodniach zerwano z nią umowę. W tym momencie upadek kariery Carangi był nieodwracalny. Oferty modelingowe pojawiały się coraz rzadziej, a przyjaciele ze świata mody, chociażby wizażystka Sandy Linter, przestali się z nią kontaktować, w obawie o swoje posady. W lutym 1981, w celu zerwania z nałogiem, modelka wraz z matką i ojczymem wróciła do rodzinnego domu w Filadelfii. Tam przeszła przez 21-dniowy proces detoksykacji, ale nie przetrwała długo bez narkotyków. W marcu 1981 została aresztowana po tym, gdy wjechała samochodem w ogrodzenie sąsiedniego domu. Po ucieczce przed policją, zabrano ją na przesłuchanie. Wykryto później, że kierowała pod wpływem alkoholu i kokainy, i w takim samym stanie zeznawała. Gdy została wypuszczona, na krótko podpisała umowę z nową agencją modelek, Legends, i pracowała sporadycznie, głównie w Europie.

### Próba odbudowy kariery
Pod koniec 1981, mimo ciągłych problemów z uzależnieniem, Carangi starała się o powrót do świata mody. Podpisała więc kolejny kontrakt, tym razem z Elite Model Management. Niektórzy nadal odmawiali współpracy z nią, inni natomiast byli chętni na taką propozycję ze względu na jej wciąż aktualny status top modelki. Francesco Scavullo sfotografował ją na okładkę dla kwietniowego wydania pisma „Cosmopolitan” z 1982. Było to jej ostatnie pojawienie się w amerykańskim periodyku. Sean Byrnes, długoletni asystent Scavullo, powiedział później: „To, co ze sobą robiła, było w końcu zauważalne na jej zdjęciach. (…) Mogłem dostrzec zmianę w jej pięknie. W jej oczach zagościła pustka”.
Carangi zaczęła współpracować z fotografem Albertem Watsonem, i znalazła dla siebie zajęcie w modelingu katalogowym. Pojawiła się w kampanii dla Versace, wykonanej przez Richarda Avedona. Zatrudnił ją do kolejnych reklam domu mody, ale podczas sesji pod koniec 1982, poczuła się niekomfortowo i opuściła studio, zanim zrobiono jakiekolwiek zdjęcia nadające się do użytku. Carangi podjęła próbę porzucenia nałogu poprzez terapię metadonem, ale wkrótce i tak powróciła do heroiny. Przeprowadzona w Tunezji ostatnia sesja modelki była przeznaczona dla niemieckiej marki odzieżowej Otto Versand; podczas tego zlecenia przyłapano ją na zażywaniu narkotyków i modelkę wysłano do domu. Po raz ostatni opuściła Nowy Jork na początku 1983.

## Ostatnie lata życia i śmierć
Ostatnie trzy lata swojego życia Carangi spędziła z różnymi kochankami, przyjaciółmi i członkami rodziny w Filadelfii i Atlantic City. Większość pieniędzy, które zarobiła podczas swojej kariery modelingowej, wydała na narkotyki. Została poddana intensywnej terapii odwykowej w szpitalu Eagleville w grudniu 1984. Potem dostała pracę w sklepie odzieżowym, którą szybko porzuciła. Następnie znalazła zatrudnienie jako recepcjonistka, a później pracowała w kafeterii w domu opieki. Pod koniec 1985 znowu powróciła do nałogu.
W czerwcu 1986, Carangi przewieziono do szpitala Warminster w Pensylwanii z obustronnym zapaleniem płuc. Kilka dni później zdiagnozowano u niej AIDS. 18 października przeniesiono ją do szpitala należącego do Hahnemann University. Carangi zmarła w wieku 26 lat, w listopadzie 1986, a przyczyną śmierci były komplikacje zdrowotne powiązane z AIDS. Modelka stała się pierwszą sławną kobietą, która zmarła na tę chorobę. Jej pogrzeb odbył się 23 listopada w niewielkim filadelfijskim domu pogrzebowym. Nikt ze świata mody nie przybył na ceremonię, głównie dlatego, że nie wiedziano o tym nawet kilka miesięcy po śmierci Carangi. Jednak kilka tygodni po pogrzebie Francesco Scavullo, fotograf i przyjaciel modelki, wysłał list kondolencyjny, gdy tylko dowiedział się o jej śmierci.

## Upamiętnienie w kulturze
Życie Carangi przedstawiono w amerykańskim filmie biograficznym Gia z 1998 roku, który został zrealizowany przez stację telewizyjną HBO. W postać modelki wcieliła się Angelina Jolie.